# Lucien Deiss
Lucien Deiss, CSSp, foi um padre católico francês, exegeta bíblico e compositor litúrgico, nascido em Eschbach em 1921 e falecido em 9 de outubro de 2007.

## Biografia
Entrando na Congregação do Espírito Santo em 1942, Lucien Deiss compôs mais de 400 hinos. No exterior, algumas de suas composições venderam mais de 5 milhões de cópias.
Apaixonado pela Bíblia e pela liturgia, foi inicialmente professor de Sagrada Escritura no seminário maior de Brazzaville, Congo. Retornando à França por motivos de saúde em 1948, lecionou no seminário de Chevilly-Larue.

## Trabalho

### Composições
- Souviens-toi de Jésus-Christ
- L'Esprit de Dieu
- Terre entière chante ta joie
- Un seul Seigneur
- Peuple de prêtres, peuple de rois

### Livros
- la Prière chrétienne des psaumes, Desclée de Brouwer, 2001.
- Joseph, Marie, Jésus, Editions Saint Paul, 1997.
- La messe, Desclée de Brouwer, 1989.
- Come, Lord Jesus, (Orações Bíblicas com Salmos e Leituras das Escrituras), Publicações da Biblioteca Mundial, 1981